# Gemeinde Zagorje ob Savi

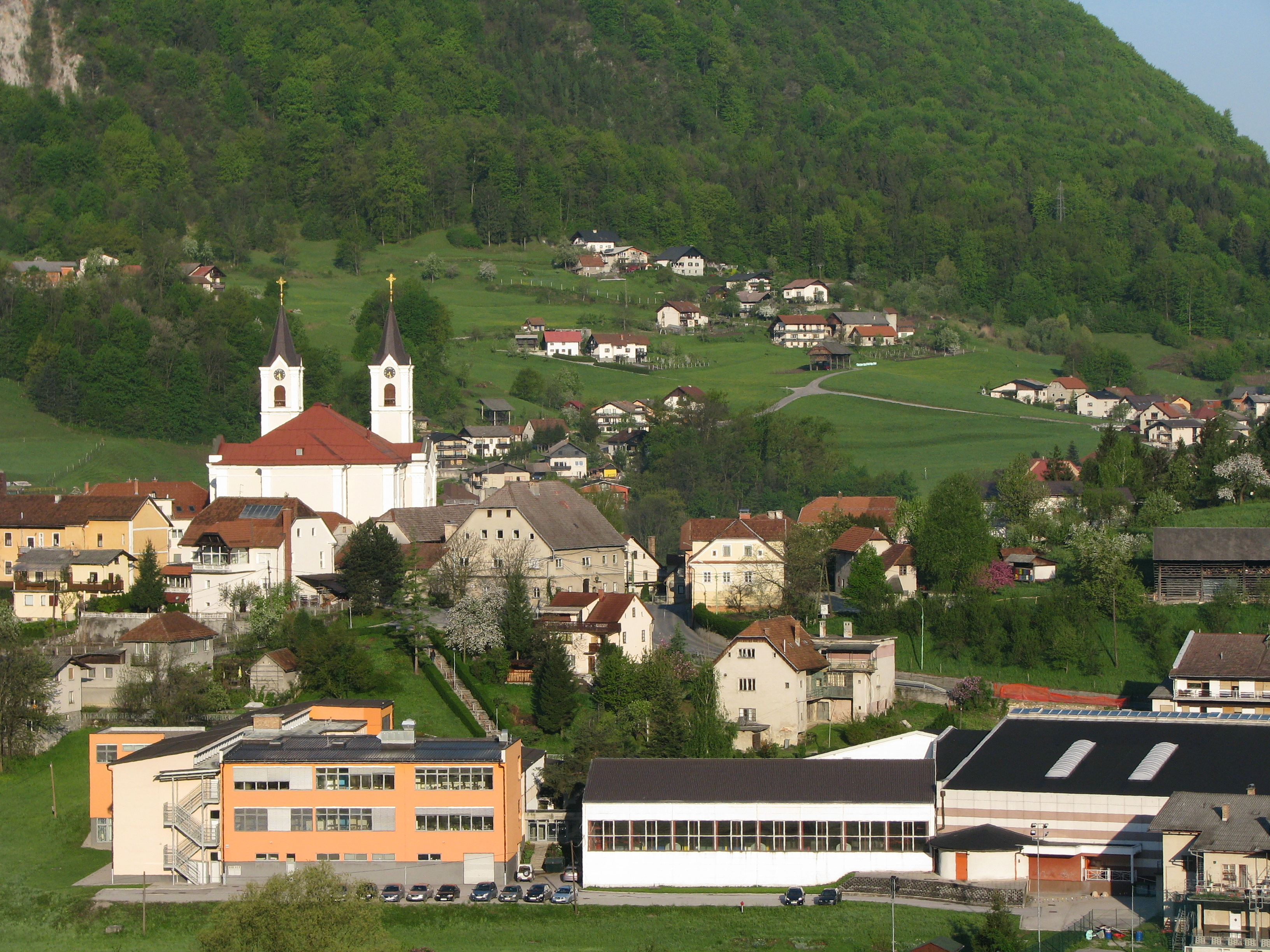
Blick auf Zagorje

Die Gemeinde Zagorje ob Savi hörenⓘ (slowenisch Občina Zagorje ob Savi)  ist eines Gemeinde in der Untersteiermark (Landschaft Zasavje) in der Mitte Sloweniens. Hauptort ist die Stadt Zagorje ob Savi.

## Lage
Die Gemeinde besteht aus 73 Ortschaften und Siedlungen.
Der Hauptort liegt im Tal der Save, östlich von Ljubljana. Zusammen mit Trbovlje, Hrastnik und Litija bildet die Gemeinde die Region Zasavska. 

## Ortschaften
Zur Gemeinde gehören folgende Ortschaften und Siedlungen (in Klammern: die deutschsprachigen Bezeichnungen aus der Zeit vor 1918)
- Blodnik (dt.: Blodnik)
- Borje pri Mlinšah
- Borje (dt.: Murndorf)
- Borovak pri Podkumu (dt.: Barobach)
- Brezje (dt.: Birkendorf)
- Breznik (dt.: Briesenegg, auch Bresnig)
- Briše (dt.: Brische unter der Kum, auch Brisch)
- Dobrljevo (dt.: Doberlau)
- Dolenja vas (dt.: Niederdorf bei Sagor an der Sau)
- Dolgo Brdo pri Mlinšah (dt.: Langerberg)
- Družina (dt.: Gesindeldorf)
- Cemšenik (dt.: Schernbüchel )
- Colnišce (dt.: Tscholnische)
- Golce (dt.: Goltsche)
- Gorenja vas (dt.: Oberdorf)
- Hrastnik pri Trojanah (dt.: Hrastnig)
- Izlake (dt.: Islak)
- Jablana (dt.: Auerdorf, auch Audorf)
- Jarše (dt.: Unter Sankt Lambert, auch Jarschach, Jareisch, Jarsche, Jurschach)
- Jelenk (dt.: Jellenk)
- Jelševica (dt.: Jelschewitz)
- Jesenovo (dt.: Jessenau)
- Kandrše (dt.: Kandersch, auch Kandersche)
- Kisovec (dt.: Kisoutz)
- Kolk (dt.:  Kolk, auch Colke)
- Kolovrat (dt.: Raumschussel, auch Kollobrat, Kolobrat, Kolowrat)
- Konjšica (dt.: Geschiess, auch Konschitz)
- Kostrevnica (dt.: Kostreunitz)
- Kotredež (dt.: Guttering, auch Tredesch, Kotredesch)
- Log pri Mlinšah (dt.: Aue)
- Loke pri Zagorju (dt.: Lokach)
- Mali Kum (dt.: Mitterdorf, auch Kleinkum, Kleinkumberg)
- Medija (dt.: Galleneck)
- Mlinše (dt.: Mühlensee, auch Mlinsche)
- Mošenik (dt.: Moschenigg)
- Orehovica (dt.: Nußdorf)
- Osredek (dt.: Osredek)
- Padež (dt.: Padesch)
- Podkraj pri Zagorju (dt.: Podgray, auch Podkray)
- Podkum
- Podlipovica (dt.: Podlipowitz)
- Polšina
- Potoška vas (dt.: Bachsdorf, auch Potoschendorf)
- Požarje (dt.: Poscharie, auch Poscheriach)
- Praprece (dt.: Prapretsch)
- Ravenska vas
- Ravne pri Mlinšah (dt.: Raunach)
- Razbor pri Cemšeniku (dt.: Rasbor)
- Razpotje (dt.: Raspoth)
- Rodež (dt.: Rodesch)
- Rove (dt.: Gallenberg)
- Rovišce (dt.: Rowische bei Sankt Lambert)
- Rtice (dt.: Sankt Brizi, auch Artitsch)
- Ržiše (dt.: Arschische)
- Selo pri Zagorju (dt.: Sellen)
- Senožeti (dt.: Grafenweg)
- Sopota (dt.: Sapota)
- Šemnik (dt.: Schemnigg)
- Šentgotard (dt.: Sankt Gotthard)
- Šentlambert (dt.: Sankt Lambert)
- Šklendrovec (dt.: Schklendrowetz)
- Tirna (dt.: Tirna, auch Tiernach)
- Vidrga (dt.: Weidergahl)
- Vine (dt.: Weinthal)
- Vrh pri Mlinšah (dt.: Berg)
- Vrh (dt.: Berg)
- Vrhe (dt.: Werche)
- Zabava (dt.: Sabau)
- Zabreznik (dt.: Sankt Nikolai, auch Sabresnig)
- Zagorje ob Savi (dt.: Seger an der Sau)
- Zavine (dt.: Saweinach)
- Zgornji Prhovec (dt.: Ober Perchowitz)
- Znojile (dt.: Snogl, auch Snoille)
- Žvarulje (dt.: Langeneck, auch Schwarullach, Schwarulle, Schwariulie)

## Nachbargemeinden
| Lukovica          | Lukovica, Kamnik, Vransko                   | Tabor    |
| Lukovica, Moravče | Kompassrose, die auf Nachbargemeinden zeigt | Trbovlje |
| Litija            | Litija                                      | Radeče   |

## Geschichte
Am 19. Januar 1917 wurde bei Zagorje ein Postzug von einem Erdrutsch erfasst. 40 Menschen starben bei dem Eisenbahnunfall. 
In den Ortschaften Ravenska Vas und Tirna wurden  insgesamt sechs Massengräber gefunden, die mit dem Zweiten Weltkrieg in Verbindung stehen.

## Sehenswürdigkeiten und Aktivitäten
- Wallfahrtskirche und Berg Zasavska Sveta Gora
- Wanderungen und Radtouren[3]

## Söhne und Töchter der Stadt
- Paul Langer (1876–1953), deutscher Maschinenbauingenieur und Konstrukteur
- Stanislava Brezovar (1937–2003), Ballerina
- Primož Roglič (* 1989), Radrennfahrer und Skispringer
- Dejan Judež (* 1990), Skispringer
- Urška Žganec (* 1991), Fußballspielerin